# Dubiepeira
Genre
Dubiepeira est un genre d'araignées aranéomorphes de la famille des Araneidae.

## Distribution
Les espèces de ce genre se rencontrent en Amérique du Sud.

## Liste des espèces
Selon World Spider Catalog (version 17.0, 08/03/2016) :
- Dubiepeira amablemaria Levi, 1991
- Dubiepeira amacayacu Levi, 1991
- Dubiepeira dubitata (Soares & Camargo, 1948)
- Dubiepeira lamolina Levi, 1991
- Dubiepeira neptunina (Mello-Leitão, 1948)

## Publication originale
- Levi, 1991 : The Neotropical and Mexican species of the orb-weaver genera Araneus, Dubiepeira, and Aculepeira (Araneae: Araneidae). Bulletin of the Museum of Comparative Zoology, vol. 152, no 4, p. 167-315 (texte intégral).